# Maria Kempken
Maria Kempken (Nürnberg, 23 de agosto de 1983) é uma atriz alemã.

## Filmografia selecionada
- 2010: Atemlos
- 2010: 90 Minuten
- 2011: 70° – Wenn das Blut kocht
- 2012: Im Dutzend Billiger (Kurzfilm)
- 2012: Feuerrot (Kurzfilm)
- 2012: Die nervöse Großmacht (Fernsehfilm)
- 2013: Freiheit (Kurzfilm)
- 2013: Alles was zählt
- 2014–2015: Unter uns
- 2015: Huck (Serie)